# Parque San Lázaro
El Parque de San Lázaro, situado en el centro de la ciudad de Orense, en Galicia, (España) ocupa una planta cuadrada distribuida en dos niveles y organizada en calles con bancos, rodeados de abundante vegetación arbórea.

## Historia y características
El parque se caracteriza por tener una estatua enorme, esculpida en el año 1951 por Francisco Asorey, en recuerdo a las víctimas nacionales de la Guerra Civil.
El pedestal, situado en la principal entrada del parque, representa un ángel caído que tiene una corona de laurel entre sus manos.
En el entorno del parque se desenvuelve junto unos edificios administrativos, la principal actividad comercial y económica de la ciudad. Antiguamente fue lugar del hospital de peregrinos, el Lazareto, de ahí la procedencia de su nombre. En honor a San Lázaro existió una capilla que luego fue trasladada al barrio del Peliquín.
Hoy se encuentra la Iglesia de los Franciscanos que fue construida en el siglo XIV en el alto de la ciudad. En el año 1929 se trasladó, piedra a piedra, al Parque de San Lázaro. La Iglesia se caracteriza por tener en la parte superior del cuerpo un rosetón y la puerta, decorada con triple arquivuelta. La entrada está decorada por un gaitero.
El parque fue durante un tiempo un campo de la feria y, poco a poco, fue reducido por la construcción de nuevos edificios, especialmente por la construcción del Gobierno Civil (Subdelegación del Gobierno) y por la Torre de Orense (Hotel San Martín), durante años símbolo de la ciudad.
Este hermoso parque tiene un día tradicional en que se celebra la fiesta de San Lázaro en honor al santo. Ese día comienza la procesión del santo acompañado del sonido de los gaiteros y cabezudos. También se colocan los tradicionales puestos de rosquillas delante del parque. Para finalizar la fiesta, se realiza una quema de madamitas, que son pequeñas figuras que giran en torno de un eje y son totalmente destruidas por las repetidas explosiones de los petardos que se alojan en su interior.
Por otra parte, destaca el monumento O Carrabouxo, que se encuentra en la parte superior en honor al caricaturista Xosé Lois González Vázquez, padre del personaje famoso por la viñeta humorística del periódico local La Región. La escultura es obra de César Lombera (1992).
Actualmente, el parque dispone de una zona de juegos infantiles distribuida por edades y una fuente ubicada en el centro del parque.
La fuente fue traída del Monasterio de Oseira para el Jardín del Posío y después el parque San Lázaro, a donde llegó en mal estado. Esta se caracteriza por tener un gran vaso inferior, por lo que salen chorros cara el centro y toda ella está rodeada de una plataforma de granito. Donde está situada dispone de unos bancos para sentarse.